# Olympische Sommerspiele 2020/Teilnehmer (Benin)
| Gelbes Symbol für Goldmedaillen mit stilisierten Olympischen Ringen | Graues Symbol für Silbermedaillen mit stilisierten Olympischen Ringen | Braundes Symbol für Bronzemedaillen mit stilisierten Olympischen Ringen |
| ------------------------------------------------------------------- | --------------------------------------------------------------------- | ----------------------------------------------------------------------- |
| —                                                                   | —                                                                     | —                                                                       |

Benin nahm an den Olympischen Spielen 2020 in Tokio mit sieben Sportlern in vier Sportarten teil. Es war die insgesamt 12. Teilnahme an Olympischen Sommerspielen.

## Teilnehmer nach Sportarten

### Judo
| Athleten           | Wettbewerb | 1. Runde | 1. Runde | 2. Runde     | 2. Runde | Achtelfinale  | Achtelfinale  | Viertelfinale | Viertelfinale | Halbfinale / Trostrunde | Halbfinale / Trostrunde | Finale / Platz 3 | Finale / Platz 3 | Rang |
| Athleten           | Wettbewerb | Gegner   | Ergebnis | Gegner       | Ergebnis | Gegner        | Ergebnis      | Gegner        | Ergebnis      | Gegner                  | Ergebnis                | Gegner           | Ergebnis         | Rang |
| ------------------ | ---------- | -------- | -------- | ------------ | -------- | ------------- | ------------- | ------------- | ------------- | ----------------------- | ----------------------- | ---------------- | ---------------- | ---- |
| Männer             |            |          |          |              |          |               |               |               |               |                         |                         |                  |                  |      |
| Celtus Dossou Yovo | bis 90 kg  | Freilos  | Freilos  | M. Igolnikow | 0s1:10s1 | ausgeschieden | ausgeschieden | ausgeschieden | ausgeschieden | ausgeschieden           | ausgeschieden           | ausgeschieden    | ausgeschieden    | 17   |

### Leichtathletik
Laufen und Gehen 
| Athleten      | Wettbewerb | Vorläufe | Vorläufe | Runde 1       | Runde 1       | Halbfinale    | Halbfinale    | Finale        | Finale        | Rang          |
| Athleten      | Wettbewerb | Zeit     | Rang     | Zeit          | Rang          | Zeit          | Rang          | Zeit          | Rang          | Rang          |
| ------------- | ---------- | -------- | -------- | ------------- | ------------- | ------------- | ------------- | ------------- | ------------- | ------------- |
| Frauen        |            |          |          |               |               |               |               |               |               |               |
| Noélie Yarigo | 800 m      | —        | —        | 1:59,83 min   | 2             | 2:01,41 min   | 7             | ausgeschieden | ausgeschieden | ausgeschieden |
| Männer        |            |          |          |               |               |               |               |               |               |               |
| Didier Kiki   | 100 m      | 10,69 s  | 6        | ausgeschieden | ausgeschieden | ausgeschieden | ausgeschieden | ausgeschieden | ausgeschieden | ausgeschieden |

 Mehrkampf 
| Athletinnen        | 100 m Hürden | 100 m Hürden | Hochsprung | Hochsprung | Kugelstoßen | Kugelstoßen | 200 m   | 200 m  | Weitsprung | Weitsprung | Speerwurf | Speerwurf | 800 m       | 800 m  | Punkte | Rang |
| Athletinnen        | Zeit         | Punkte       | Höhe       | Punkte     | Weite       | Punkte      | Zeit    | Punkte | Weite      | Punkte     | Weite     | Punkte    | Zeit        | Punkte | Punkte | Rang |
| ------------------ | ------------ | ------------ | ---------- | ---------- | ----------- | ----------- | ------- | ------ | ---------- | ---------- | --------- | --------- | ----------- | ------ | ------ | ---- |
| Siebenkampf Frauen |              |              |            |            |             |             |         |        |            |            |           |           |             |        |        |      |
| Odile Ahouanwanou  | 13,31 s      | 1078         | 1,74 m     | 903        | 15,45 m     | 891         | 23,85 s | 995    | 6,07 m     | 871        | 43,96 m   | 743       | 2:29,05 min | 705    | 6186   | 15   |

### Rudern
| Athleten       | Wettbewerb | Vorlauf     | Vorlauf | Vorlauf       | Hoffnungslauf | Hoffnungslauf | Hoffnungslauf  | Viertelfinale | Viertelfinale | Viertelfinale | Halbfinale  | Halbfinale | Halbfinale    | Finale      | Finale | Rang |
| Athleten       | Wettbewerb | Zeit        | Platz   | Qualifikation | Zeit          | Platz         | Qualifikation  | Zeit          | Platz         | Qualifikation | Zeit        | Platz      | Qualifikation | Zeit        | Platz  | Rang |
| -------------- | ---------- | ----------- | ------- | ------------- | ------------- | ------------- | -------------- | ------------- | ------------- | ------------- | ----------- | ---------- | ------------- | ----------- | ------ | ---- |
| Männer         |            |             |         |               |               |               |                |               |               |               |             |            |               |             |        |      |
| Privel Hinkati | Einer      | 7:40,87 min | 5       | Hoffnungslauf | 7:55,93 min   | 4             | Halbfinale E/F | –             | –             | –             | 7:49,46 min | 2          | Finale E      | 7:38,58 min | 3      | 27   |

### Schwimmen
| Athleten        | Wettbewerb    | Vorlauf | Vorlauf | Halbfinale    | Halbfinale    | Finale        | Finale        | Rang |
| Athleten        | Wettbewerb    | Zeit    | Rang    | Zeit          | Rang          | Zeit          | Rang          | Rang |
| --------------- | ------------- | ------- | ------- | ------------- | ------------- | ------------- | ------------- | ---- |
| Frauen          |               |         |         |               |               |               |               |      |
| Nafissath Radji | 50 m Freistil | 29,99 s | 69      | ausgeschieden | ausgeschieden | ausgeschieden | ausgeschieden | 69   |
| Männer          |               |         |         |               |               |               |               |      |
| Marc Dansou     | 50 m Freistil | 24,99 s | 53      | ausgeschieden | ausgeschieden | ausgeschieden | ausgeschieden | 53   |